# Ravi Vallis
Ravi Vallis est un ancien canal de sortie (asséché) situé sur la planète Mars.

## Galerie

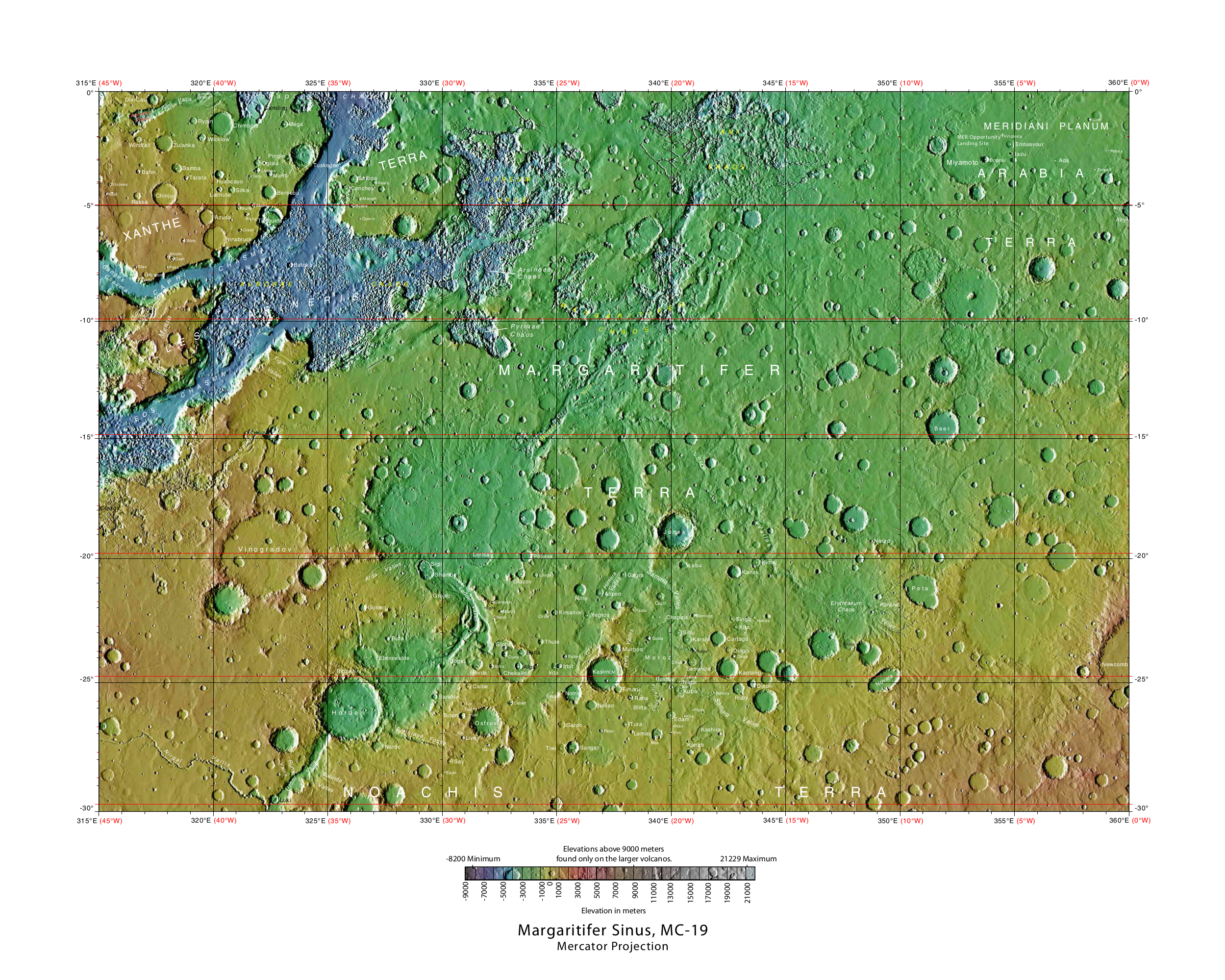
Vue globale.
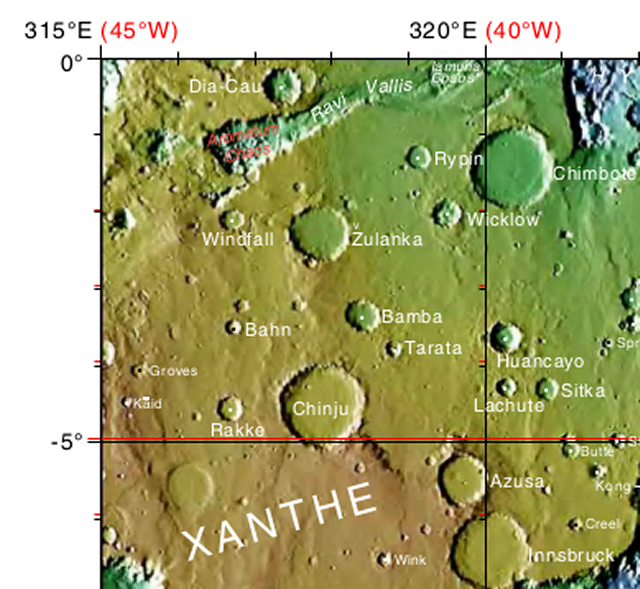
Vue de l’environnement.
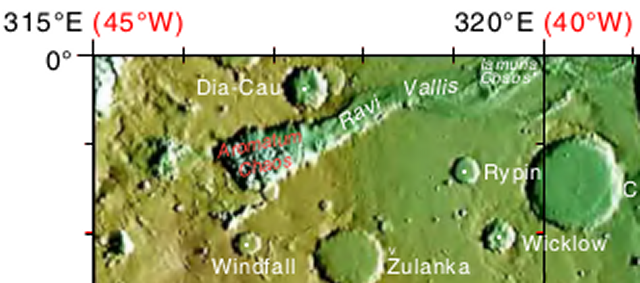
Vue centrée.
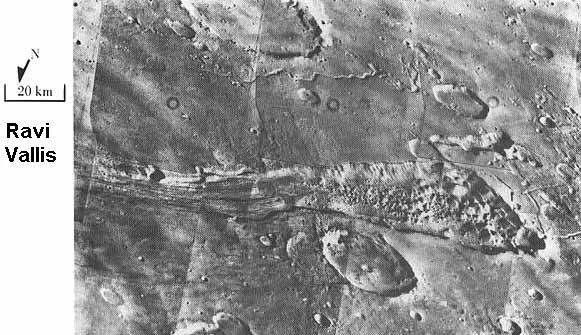
Vue par la sonde Viking.